# Roy Garforth
Roy Russell Garforth (Bradford, 30 aprile 1918 – Leeds, 5 novembre 1991) è stato un pallanuotista britannico.
Ha esordito contro la Scozia nel 1938 segnando una tripletta, ed è stato selezionato per rappresentare la Gran Bretagna ai Campionati Europei di quell'anno.
Ha fatto parte della Gran Bretagna che partecipato alle Olimpiadi di Londra 1948 nel torneo di pallanuoto. In occasione del torneo olimpico, conobbe Hilda Pryde, cinque volte campionessa di nuoto dello Yorkshire, che poi divenne sua moglie.